# Disa introrsa
Disa introrsa là một loài thực vật có hoa trong họ Lan. Loài này được Kurzweil, Liltved & H.P.Linder mô tả khoa học đầu tiên năm 1997.